# 图拉尔·雷斯库洛夫区
43°12′00″N 72°31′48″E / 43.20000°N 72.53000°E

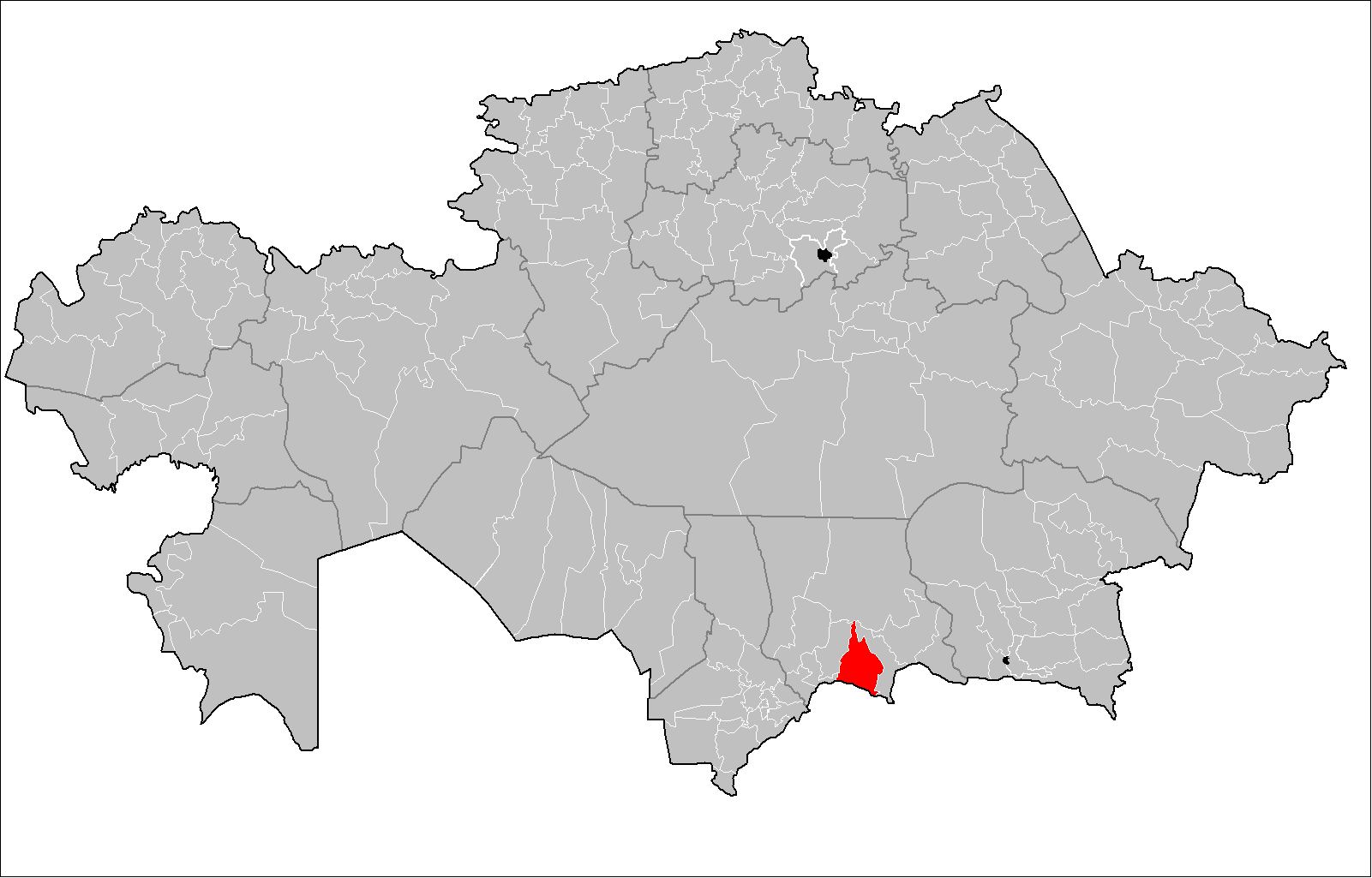

图拉尔·雷斯库洛夫区，1999年之前称卢戈沃耶区，是哈萨克斯坦的行政区，位于该国南部，由江布尔州负责管辖，首府设于库兰，始建于1938年，面积10,500平方公里，2013年人口65,033。